# Lewis och Clarks stora båt
Lewis och Clarks stora båt var en roddslup (galär) byggd i Pittsburgh 1803 efter Meriwether Lewis specifikationer för Lewis och Clarks expedition. Den kunde framdrivas med åror, segel, stakkäppar och släplinor. Båten var expeditionens huvudfarkost till våren 1805, då den återsändes till Saint Louis.

## Historia
Lewis hade i maj 1803 beställt att en flodbåt efter bestämda specifikationer skulle byggas för expeditionen i Pittsburgh. När han kom dit fann han till sitt stora förtret att byggnationen just hade påbörjats och förväntades ta omkring sex veckor till. Eftersom Lewis ville komma iväg innan Ohiofloden blev för grund på grund av sommartorkan och nå Mississippi innan den frös på hösten blev han mycket oroad. Lewis avseglade slutligen från Pittsburg den 31 augusti 1803. Efter att ha förenat sig med Clark lämnade expeditionen Clarksville i Indianaterritoriet den 26 oktober 1803 med båten och två mindre flatbottnade båtar som kallades piroger.
Två veckor efter avfärden från Clarksville anlände expeditionen till Fort Massac i Illinoisterritoriet. Den 28 november nådde man Fort Kaskaskia, 80 kilometer söder om Saint Louis. Vintern tillbringades i Camp Dubois ett tillfällig läger på Illinoissidan, mittemot Missouriflodens utlopp i Mississippi. Den 14 maj 1804 lämnade expeditionen lägret och påbörjade färden uppför Missourifloden. Den starka motströmmen gjorde att expeditionen färdades med en fart om drygt en timme per engelsk mil (1,6 km). Den 26 oktober hade man nått fram till mandanernas byar där man skulle övervintra. Det var en sträcka om cirka 2 500 kilometer från utgångspunkten vid Camp Dubois. Den 6 april 1805 återsändes den stora båten med återvändarstyrkan till Saint Louis.  Färden nedströms tog 43 dagar och man nådde sitt mål med dagböcker och vetenskapliga specimen oskadda trots vårfloden.  Med all sannolikhet auktionerades båten sedan ut till högstbjudande.

## Konstruktion

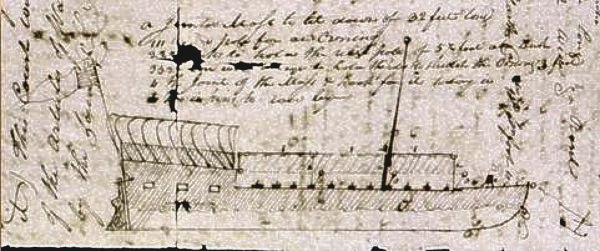
William Clark gjorde i sina anteckningar två teckningar av den stora båten; här från sidan.

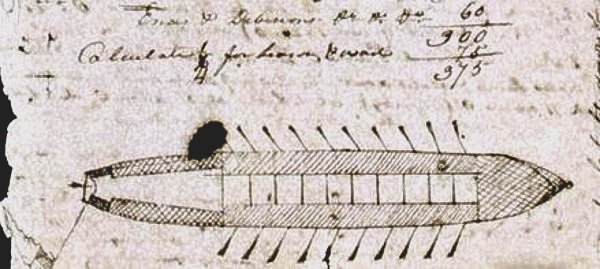
Clarks teckning av den stora båten ovanifrån.

Lewis hade ritat den stora båten, han övervakade byggnationen och gjorde förmodligen förändringar i konstruktionen under byggnadstiden. Det var i grunden en roddslup (galär) som föga liknade de flodbåtar som var vanliga väster om Appalacherna. Den var av en standardtyp som användes på inlandsfarvatten under början av artonhundratalet. Den var 55 fot lång, åtta fot bred midskepps och grundgående. Masten var 32 fot hög och fällbar. Den kunde föra ett försegel och ett råsegel. Ett tio fot långt däck i fören utgjorde backen. Ett lika långt upphöjt halvdäck i aktern gav utrymme för en kajuta. Lastutrymmet kunde bära en last om 12 ton. Tvärs över däcket fanns tre fot breda roddbänkar.

## Byggnation
Lewis var mycket missnöjd med hur byggnationen framskred. Båtbyggaren var mycket försenad, söp sig full och grälade med sina arbetare vilket gjorde att flera omedelbart sa upp sig och försvann från varvet. Båtbyggaren lovade bot och bättring men det varade endast en vecka; enligt Lewis var han antingen full eller sjuk av allt supande. Lewis var tvungen att tillbringa sin mesta tid på varvet för att påskynda byggnationen. Lewis har i sina efterlämnade anteckningar aldrig namngivit den försumlige båtbyggaren och den lokalhistoriska forskningen har ivrigt sökt utröna vem han var. Mycket talar för att det var Jacob Myers, en äldre man med erfarenhet som båtbyggare och roddslupredare.

## Framdrift

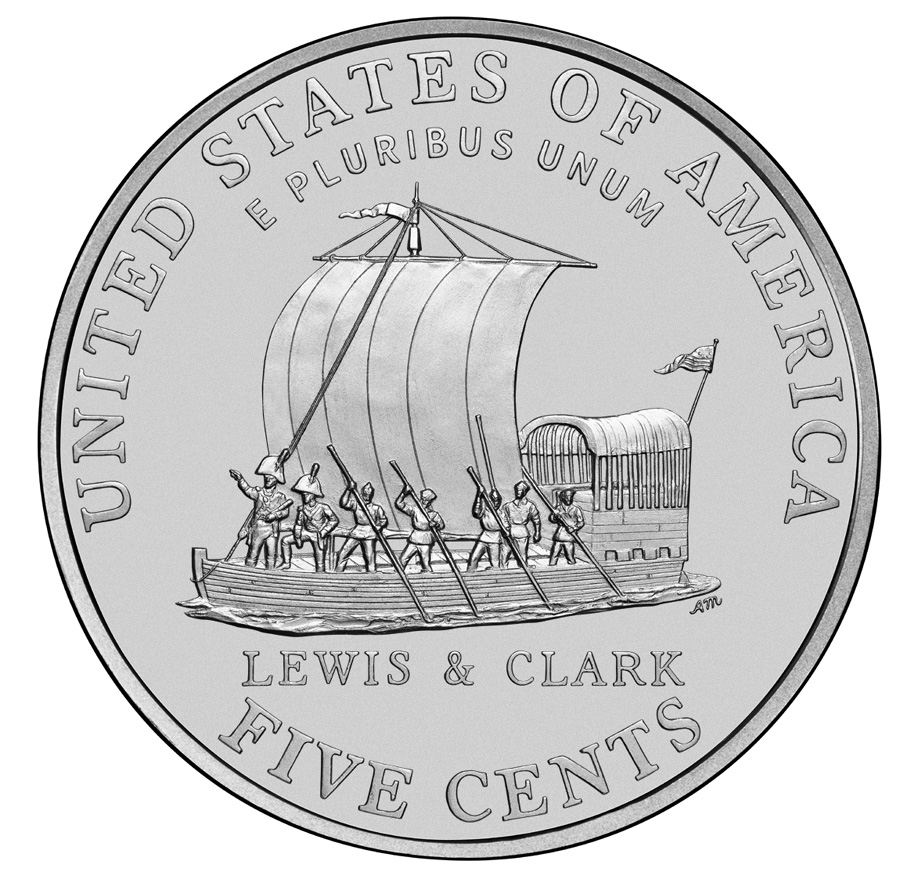
Detta mynt visar hur stakningen gick till.

Båtens framdrift kunde ske genom rodd, segling, stakning eller dragning. Vid stakning satte besättningen långa stakar i flodbottnen och sköt på medan de gick från fören till aktern. Släplinor fästa i fören användes av människor, hästar eller oxar vid dragning.

## Besättning
En av cheferna skulle alltid befinna sig i den stora båten som befälhavare. En sergeant var stationerad vid rodret som båtstyrare, en annan midskepps och den tredje i fören. Båtstyraren var rorsman, hade tillsyn över lasten på halvdäck, och ansvarade för kompassen. Midskeppsmannen förde befäl över den beväpnade vakten, skötte seglen, övervakade roddarna och rapporterade flodmynningar, öar och annat anmärkningsvärt. Han utdelade även whiskyransonen och var vakthavande nattetid. Bogmannen var utkik med uppgift att rapportera alla farkoster på floden och alla indianläger. Två meniga hade bestämda uppgifter; det var Labiche och Cruzatte vilka enbart värvats för att de var erfarna båtmän. En av dem skulle alltid bemanna styrbords bogåra medan den andre biträdde bogmannen.